# Paper Roses
Paper Roses ist ein Lied der US-amerikanischen Sängerin Anita Bryant aus dem Jahre 1960, welches auch in mehreren Coverversionen erfolgreich war. Es wurde von Fred Spielman und Janice Torre geschrieben sowie von Monty Kelly produziert.

## Hintergrund
Paper Roses wurde nach Six Boys and Seven Girls als zweite Single aus Anita Bryants zweitem Album Hear Anita Bryant in Your Home Tonight! ausgekoppelt. Für die später als rechte politische Aktivistin Bekanntheit erlangende Sängerin wurde die Single zum größten Charterfolg ihrer Karriere; der Titel konnte bis auf Platz 5 der Billboard Hot 100 klettern.
Das Lied avancierte bereits im Erscheinungsjahr zu einem vielfach gecoverten Song, der alleine 1960 international eine Vielzahl verschiedener, mitunter auch kommerziell erfolgreicher Interpretationen verzeichnen konnte. Noch im selben Jahr brachte es die Aufnahme der Kaye Sisters zu besonderer Bekanntheit im britischen Raum, wo ihnen damit ein Top-Ten-Hit gelang. Eine von Maureen Evans gesungene Version erzielte dort ebenfalls eine Chartplatzierung. In Deutschland wurde eine vom Western-Trio zusammen mit Lolita vorgetragene deutschsprachige Variante mit gänzlich anderem Text namens Lieber Jonny, komm doch wieder erfolgreich.
1973 nahm die damals erst vierzehnjährige Marie Osmond Paper Roses als ihre Debütsingle auf. Nachdem sich die Osmonds bereits seit einigen Jahren als berühmte Musikerfamilie etablieren konnten und Donny sogar eine erfolgreiche Solokarriere einleitete, wurde versucht, die junge Tochter der Familie ebenfalls zu vermarkten. Durch ihre Adaption im Country-Stil unterschied sie sich klar von den anderen Mitgliedern, die in der Popmusik tätig waren, sowie von den früheren Interpreten des Liedes. Ihr Cover erreichte wie die Originalversion Platz 5 der Billboard Hot 100, war darüber hinaus jedoch noch ein Nummer-eins-Hit in den amerikanischen und kanadischen Country-Charts und positionierte sich im Vereinigten Königreich, den Niederlanden und Belgien in den Top Ten, womit ihre Variante in dieser Hinsicht die international erfolgreichste darstellt.

## Musik und Text
Paper Roses handelt von einer Person, die ihre Liebe zum Ich-Erzähler nur vortäuscht, was diesem erst jetzt bewusst wird. Er teilt ihr mit, dass sie die ihm zuvor geschenkten Blumen wieder mitnehmen und ihm stattdessen Papierrosen bringen solle, da ihre Eigenschaft, zwar echt auszusehen, jedoch unecht zu sein, an die besungene Liebesbeziehung erinnere. In den meisten Adaptionen des Liedes in den 60er Jahren wurde es mit klassischer Pop-Orchestrierung im Stile des Great American Songbook arrangiert. Marie Osmonds Version ist durch seine dominanten Stahlgitarren- und Mundharmonika-Einlagen allerdings deutlich der Country-Musik zuzuordnen, weshalb der Titel fortan auch mehrfach in diesem Genre interpretiert wurde.

## Erfolg
| ChartsChartplatzierungen       | Höchstplatzierung | Wochen |
| ------------------------------ | ----------------- | ------ |
| Vereinigte Staaten (Billboard) | 5 (17 Wo.)        | 17     |
| Vereinigtes Königreich (OCC)   | 24 (4 Wo.)        | 4      |

| ChartsChartplatzierungen     | Höchstplatzierung | Wochen |
| ---------------------------- | ----------------- | ------ |
| Vereinigtes Königreich (OCC) | 7 (19 Wo.)        | 19     |

| ChartsChartplatzierungen     | Höchstplatzierung | Wochen |
| ---------------------------- | ----------------- | ------ |
| Vereinigtes Königreich (OCC) | 40 (5 Wo.)        | 5      |

| ChartsChartplatzierungen | Höchstplatzierung | Wochen |
| ------------------------ | ----------------- | ------ |
| Deutschland (GfK)        | 33 (8 Wo.)        | 8      |

| ChartsChartplatzierungen       | Höchstplatzierung | Wochen |
| ------------------------------ | ----------------- | ------ |
| Vereinigte Staaten (Billboard) | 5 (16 Wo.)        | 16     |
| Vereinigtes Königreich (OCC)   | 2 (15 Wo.)        | 15     |